# Tercer govern del Consell del País Valencià
El tercer govern del Consell del País Valencià fou el gabinet executiu esdevingut després de la remodelació efectuada el 30 de juny de 1979 al si del govern valencià en l'etapa preautonòmica i que va tindre una breu durada de dos mesos i mig. Prèviament el seu president, el socialista Josep Lluís Albinyana havia dimitit del càrrec però la impossibilitat d'obtenir majoria un candidat alternatiu (la UCD representava l'oposició interna al si del Consell) va provocar que Albinyana tornara a presidir el gabinet.

## Composició[2]
| Presidència                   | Partit |
| ----------------------------- | ------ |
| Josep Lluís Albinyana i Olmos |        |

| Conselleria                                 | Conseller                 | Partit |
| ------------------------------------------- | ------------------------- | ------ |
| Conselleria d'Economia i Hisenda            | Enric Monsonís i Domingo  |        |
| Conselleria d'Interior                      | Enric Monsonís i Domingo  |        |
| Conselleria de Treball                      | Enric Monsonís i Domingo  |        |
| Conselleria d'Obres Públiques i Urbanisme   | Enric Monsonís i Domingo  |        |
| Conselleria de Turisme                      | Enric Monsonís i Domingo  |        |
| Conselleria de Transports i Benestar Social | Antonio Espinosa Chapinal |        |
| Conselleria d'Educació i Cultura            | Josep Peris Soler         |        |
| Conselleria de Sanitat i Seguretat Social   | Josep Peris Soler         |        |
| Conselleria d'Obres Públiques i Urbanisme   | Antoni Garcia Miralles    |        |
| Conselleria d'Indústria i Comerç            | Leonardo Ramón Sales      |        |
| Conselleria d'Agricultura                   | Leonardo Ramón Sales      |        |
| Conselleria sense cartera                   | José Beviá Pastor         |        |
| Conselleria sense cartera                   | Antonio Tirado Jiménez    |        |
| Conselleria sense cartera                   | Adela Pla Pastor          |        |
| Conselleria sense cartera                   | José Galán Peláez         |        |
| Conseller sense cartera per Alacant         | Francisco Armell Valero   |        |
| Conseller sense cartera per Alacant         | Salvador Miró Sanjuán     |        |
| Conseller sense cartera per Alacant         | Luis Verdú López          |        |
| Conseller sense cartera per Castelló        | Juan Forés Escurra        |        |
| Conseller sense cartera per Castelló        | Abilio Lázaro Mengod      |        |
| Conseller sense cartera per Castelló        | Julián Sanmillán Rius     |        |
| Conseller sense cartera per València        | Manuel Girona i Rubio     |        |
| Conseller sense cartera per València        | Vicente Gómez Chirivella  |        |
| Conseller sense cartera per València        | Benjamín March Civera     |        |